# Wyborowa

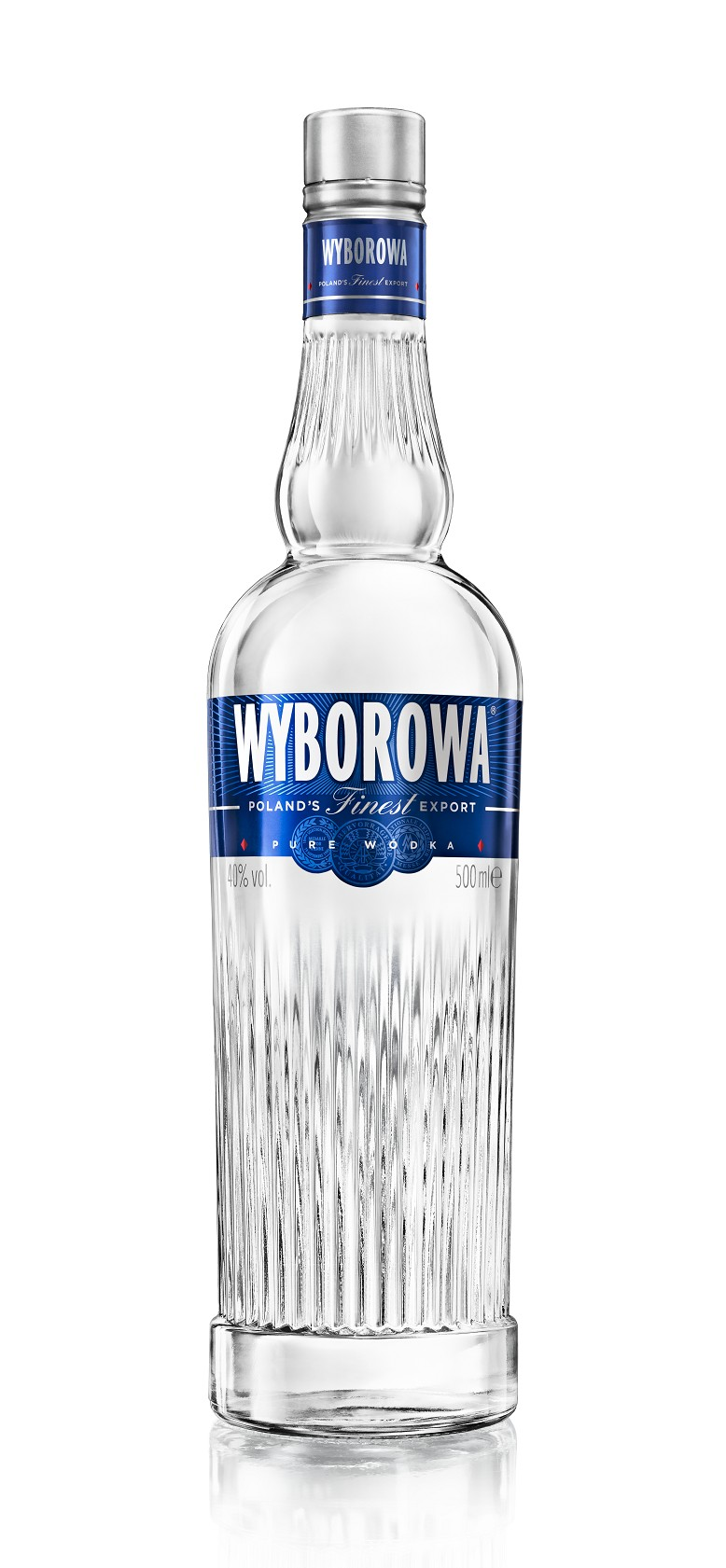

Wódka Wyborowa est une marque de vodka polonaise.

## Historique
- Elle a été créée en 1823.
- 2001, Wódka Wyborowa est achetée par le groupe Pernod-Ricard.
- 2002 : Wódka Wyborowa a été récompensée à de nombreuses reprises, notamment par de prestigieux organismes. Elle a reçu un 'International High Quality Trophy' aux sélections mondiales de la qualité, organisées par Monde Selection en 2012.

## Divers
Cette vodka, produite à base de seigle, est concentrée en 2009 sur une seule distillerie située à Poznań. La marque est présente dans 74 pays.